# Kanada na Letnich Igrzyskach Olimpijskich 1900
Kanadę na igrzyskach w Paryżu reprezentowało 4 zawodników startujących w lekkoatletyce.

## Zdobyte medale
| Medal | Zawodnik     | Dyscyplina    | Konkurencja                        | Rezultat |
| ----- | ------------ | ------------- | ---------------------------------- | -------- |
| Złoto | George Orton | Lekkoatletyka | Bieg na 2500 metrów z przeszkodami | 7:34,40  |
| Brąz  | George Orton | Lekkoatletyka | Bieg na 400 metrów przez płotki    | nieznay  |

## Skład kadry

### Lekkoatletyka
| Konkurencja                | Miejsce | Zawodnik         | Eliminacje     | Eliminacje     | Finał         |
| Konkurencja                | Miejsce | Zawodnik         | Miejsce        | Wynik          | Finał         |
| -------------------------- | ------- | ---------------- | -------------- | -------------- | ------------- |
| 400 metrów przez płotki 11 | 3.      | George Orton     | 2. bieg 2      | (1:00,2)       | (58,8)        |
| 2500 metrów z przeszkodami | 1.      | George Orton     | nie rozgrywano | nie rozgrywano | 7:34,4        |
| 4000 metrów z przeszkodami | 5.      | George Orton     | nie rozgrywano | nie rozgrywano | czas nieznany |
| Maraton                    | 6./7.   | Ronald MacDonald | nie rozgrywano | nie rozgrywano | czas nieznany |